# 正德宮
正德宮，又稱東門正德宮，地址是台北市中正區臨沂街75巷13號，位在東門外市場旁、信愛公園內。鄰近東門市場、永康街商圈，可搭乘台北捷運至東門站，從1號出口或8號出口往信愛公園的方向，即可抵達正德宮。正德宮奉祀福德正神（土地公）、清水祖師（祖師公）、文財神、金衣仙女、綠衣仙女、虎爺公。

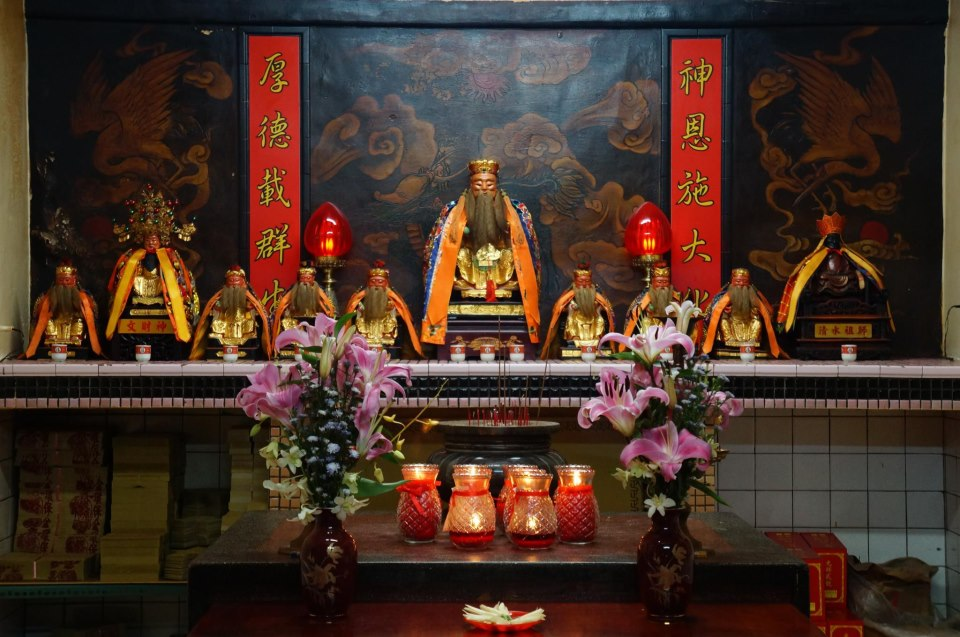
正德宮

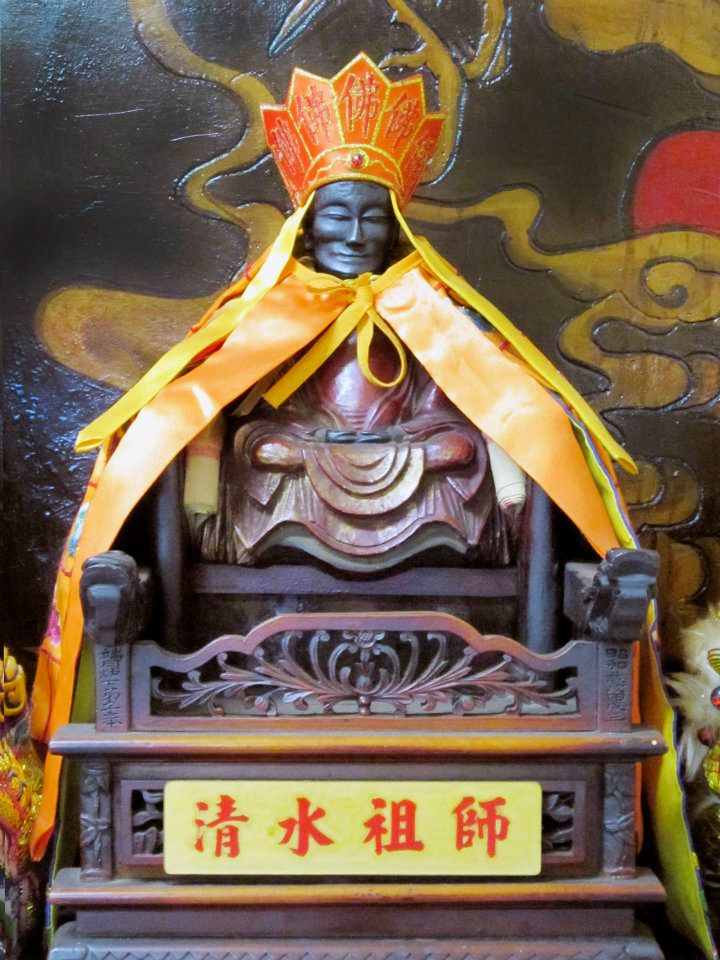
清水祖師公

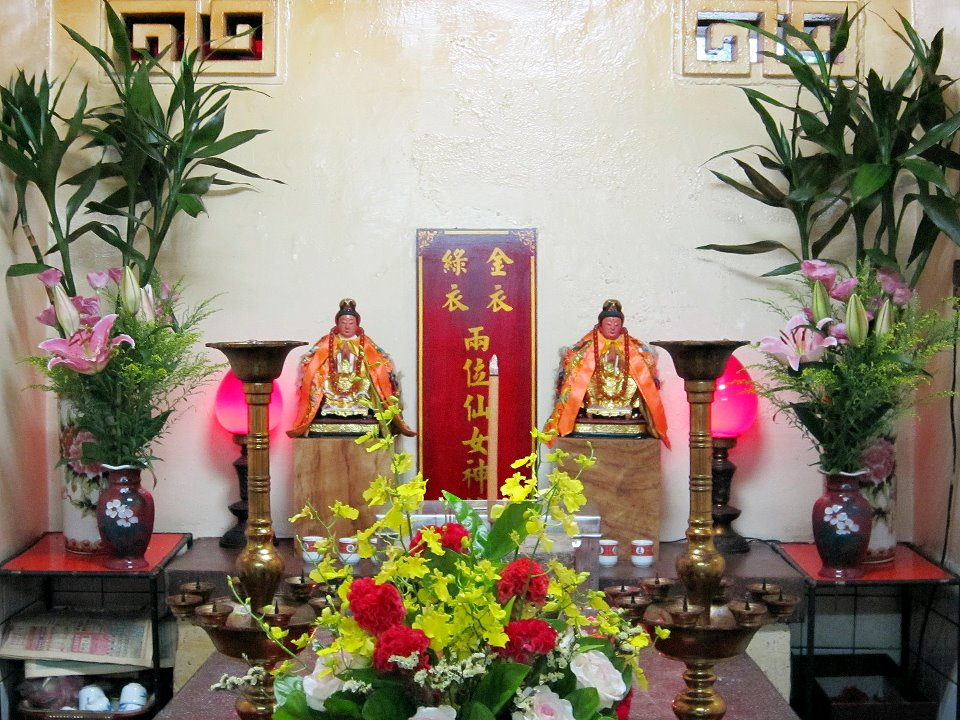
金衣仙女與綠衣仙女

## 正德宮重要節慶日
- 清水祖師聖誕農曆正月初六
- 福德正神聖誕農曆二月初二
- 虎爺公聖誕農曆六月初六
- 文財神聖誕農曆九月初一
- 金衣仙女聖誕農曆十二月初二
- 綠衣仙女聖誕農曆十二月初二
- 中元普渡農曆七月第三個週日

## 清水祖師
日治時代昭和9年（1934年）周雨金先生為祈求族人平安，乃刻印清水祖師佛尊一座，並且從三峽清水祖師廟分靈，供奉於宗祠大廳中，此佛尊即為現在正德宮所供奉之清水祖師公。佛尊座下刻「昭和歲次甲戌年，端月爐下弟子奉」。每年農曆正月初六欣逢清水祖師公誕辰，正德宮舉辦平安餐於信愛公園附近。
2021年及2022年因嚴重特殊傳染性肺炎取消東門正德宮平安餐。2023年恢復舉辦東門正德宮平安餐。

## 金衣仙女、綠衣仙女
根據地方耆老傳說，金衣仙女與綠衣仙女為主僕，託夢地方仕紳要求供奉，其夢境真實、感應強烈，便召集地方人士一同供奉，自此受人間香火修行，守護鄉里、照顧鄉民、庇佑百姓事事順利，功德圓滿得上天受封仙女。